# Geoffrey Bayldon
Geoffrey Bayldon, född 7 januari 1924 i Leeds i West Yorkshire, död 10 maj 2017 i Leeds, var en brittisk skådespelare, kanske mest känd för rollen som Catweazle (i TV-serien med samma namn), trollkarlen från medeltiden som vaknar till liv i modern tid.

## Filmografi (i urval)
- 1965 – Agent K med pass till evigheten
- 1967 – Casino Royale - Q
- 1968 – Inspector Clouseau
- 1968 – Slutpunkt Berlin
- 1970 – Catweazle (TV-serie)
- 1970 – Scrooge
- 1994 – Tom & Viv
- 2004 – Ladies in Lavender